# Топологічна група
Топологі́чна гру́па — група, яка одночасно є топологічним простором, при цьому множення елементів групи і обертання елемента є неперервними. 

## Означення
Нехай на множині G задані структури групи і топологічного простору, так, що множення
{\displaystyle G\times G\to G:(x,y)\mapsto xy}
і операція взяття оберненого елементу
{\displaystyle G\to G:x\mapsto x^{-1}}
— неперервні функції. Тут G × G розглядається як добуток топологічних просторів. Тоді G називається топологічною групою.
Еквівалентно достатньо вимагати неперервність відображення:
{\displaystyle G\times G\to G:(x,y)\mapsto xy^{-1}}
Лише однієї вимоги неперервності множення є недостатньо. Наприклад якщо на множині цілих чисел {\displaystyle \mathbb {Z} } ввести топологію у якій відкритими множинами є {\displaystyle \varnothing ,\;\mathbb {Z} } і інтервали виду {\displaystyle [n,\infty ),} то стандартна операція додавання буде неперервною у цій топології, а взяття оберненого елемента (зміна знаку) — ні.
Хоча формально такої вимоги нема але багато авторів вимагають додатково, щоб простір G був гаусдорфовим.
Гомоморфізмом топологічних груп називається гомоморфізм груп G → H, що є також неперервним відображенням між топологічними просторами. Топологічні групи із їх гомоморфізмами утворюють категорію. 
Аналогічно ізоморфізмом топологічних груп називають ізоморфізм груп, що є гомеоморфізмом між топологічними просторами.

## Приклади
- Довільна абстрактна група із дискретною топологією або антидискретною топологією.
- Векторна група {\displaystyle \mathbb {R} ^{n}} — прямий добуток n екземплярів адитивної групи дійсних чисел із стандартною топологією
- Коло — факторгрупа {\displaystyle \mathbb {R} /\mathbb {Z} } групи {\displaystyle \mathbb {R} } по підгрупі цілих чисел {\displaystyle \mathbb {Z} }
- Множина раціональних чисел {\displaystyle \mathbb {Q} } із топологією породженою стандартною метрикою
- Множина p-адичних цілих чисел із топологією породженою p-адичною нормою
- Групи Лі є топологічними групами із додатковою структурою диференційовного многовиду
- Топологічні векторні простори є топологічними групами щодо операції додавання елементів векторного простору. Простір {\displaystyle \mathbb {R} ^{n}} із прикладу вище є одним із прикладів топологічного векторного простору.

## Властивості
- Операція множення на групі задає відображення {\displaystyle l_{g}:x\to gx} і {\displaystyle r_{g}:x\to xg.} Оскільки вони є композиціями тотожного відображення, константи {\displaystyle G\to g} і множення у групі, то обидва ці відображення є неперервними. Оскільки {\displaystyle l_{g^{-1}}} і {\displaystyle r_{g^{-1}}}є неперервними і оберененими до {\displaystyle l_{g}} і {\displaystyle r_{g}} то всі  {\displaystyle l_{g}} і {\displaystyle r_{g}} є гомеоморфізмами.
- З попереднього випливає, що якщо для деяких підмножин {\displaystyle A,B\subset G} позначити {\displaystyle gA:=l_{g}(A),\ Ag:=r_{g}(A),\ AB=\cup _{a\in B}aB} то для відкритої (замкнутої) підмножини {\displaystyle A,} усі підмножини {\displaystyle gA} і {\displaystyle Ag} теж будуть відкритими (замкнутими). Також якщо хоча б одна із підмножин {\displaystyle A,B} буде відкритою, то {\displaystyle AB} і {\displaystyle BA} будуть відкритими підмножинами. Якщо ж одна із цих підмножин буде замкнутою, а інша — скінченною,  то {\displaystyle AB} і {\displaystyle BA} будуть замкнутими підмножинами.
- У комутативній топологічній групі компактної підмножини {\displaystyle K} і замкнутої множини {\displaystyle C} також {\displaystyle KC} буде замкнутою множиною.
- Якщо 𝒩 є базою околів одиничного елемента G то для кожного g ∈ G,
x𝒩 := { xN : N ∈ 𝒩}  є базою околів точки g. Тому топологія у групі однозначно визначається базою околів одиничного елемента (чи будь-якого елемента групи). Більш детально, якщо сім'я {\displaystyle {\mathcal {B}}} підмножин групи G, що містять одиничний елемент задовільняє умови:
  1. Для кожних {\displaystyle U,V\in {\mathcal {B}}} існує {\displaystyle W\in {\mathcal {B}}} для якої {\displaystyle W\subseteq U\cap V}
  2. Для кожної {\displaystyle U\in {\mathcal {B}}} існує {\displaystyle V\in {\mathcal {B}}} для якої {\displaystyle V^{-1}V\subseteq U}
  3. Для кожної {\displaystyle U\in {\mathcal {B}}} і g ∈ U існує {\displaystyle V\in {\mathcal {B}}} для якої {\displaystyle Vg\subseteq U}
  4. Для кожної {\displaystyle U\in {\mathcal {B}}} і g ∈ G існує {\displaystyle V\in {\mathcal {B}}} для якої {\displaystyle gVg^{-1}\subseteq U}

то існує єдина топологія на групі для якої {\displaystyle {\mathcal {B}}} є базою відкритих околів одиничного елемента.
- Базу околів завжди можна вибрати так щоб її елементами були тільки симетричні множини, тобто множини для яких {\displaystyle V^{-1}=V.}
- Топологічні групи є регулярними просторами. Для топологічної групи з одиничним елементом 1, твердження нижче є еквівалентними:
  1. G є T0-простором;
  2. G є гаусдорфовим простором;
  3. G є цілком регулярним простором;
  4. Множина { 1} є замкнутою у G;
  5. Для g ∈ G  і g ≠ 1 існує окіл U одиничного елемента у G для якого g ∉ U.

- Теорема Біркгофа — Какутані. Топологічна група є метризовною тоді і тільки тоді коли вона є гаусдорфовою і задовольняє першу аксіому зліченності. Із попередніх властивостей твердження можна перефразувати, що група є метризовною коли одиничний елемент є замкнутою підмножиною і для нього існує зліченна база околів. Для метризовних груп завжди існують лівоінваріантні і правоінваріантні метрики тобто метрики {\displaystyle d_{1},\ d_{2}} такі, що для всіх {\displaystyle x,y,g\in G} виконуються рівності {\displaystyle d_{1}(x,y)=d_{1}(gx,gy)} і {\displaystyle d_{2}(x,y)=d_{2}(xg,yg).}

#### Підгрупи і факторгрупи
- Підгрупа H топологічної групи G є топологічною групою для індукованої топології. Факторпростір G/H суміжних класів забезпечується фактортопологією щодо канонічного відображення групи G на G/H. Відображення q : G → G/H завжди є відкритим.

- Якщо H є нормальною підгрупою топологічної групи G, то факторгрупа G/H є топологічною групою щодо фактортопології.
- Компонента зв'язності одиничного елемента групи G0 завжди є замкнутою нормальною підгрупою. Факторгрупа G/G0 є цілком незв'язаною.
- Для будь якого елемента g ∈ G компонента зв'язності, що містить цей елемент має вигляд gG0 або еквівалентно G0g, тобто компонентами зв'язності є ліві і праві класи суміжності по підгрупі G0.

- Кожна відкрита підгрупа H є також замкнутою у G, оскільки доповнення H є об'єднанням відкритих множин  gH для g ∈ G \ H.  Якщо H є підгрупою G то і замикання H є підгрупою. Зокрема якщо H є нормальною підгрупою, то і замикання H є нормальною підгрупою у G.

- Факторпростір G/H є гаусдорфовим тоді і тільки тоді коли підгрупа H є замкнутою у (не обов'язково гаусдорфовій) групі G. Якщо підгрупа H і факторпростір G/H є гаусдорфовими, то і  група G є гаусдорфовою. Факторпростір G/H завжди є регулярним.

- Як і кожна абстрактна група топологічна група G задовольняє групові теореми про ізоморфізми. У випадку першої теореми про ізоморфізм якщо гомоморфізм топологічних груп {\displaystyle \varphi \colon G\to H} є не лише неперервним, а й відкритим (або замкнутим) відображенням, то ізоморфізм груп {\displaystyle G\!{\big /}\!{\ker \varphi }} і образу гомоморфізма {\displaystyle \varphi } є також гомеоморфізмом, тобто також і ізоморфізмом у категорії топологічних груп. Додаткові вимоги для гомоморфізму є необхідними. Якщо, наприклад, розглянути тор {\displaystyle T=S^{1}\times S^{1}} і неперервний гомоморфізм {\displaystyle \varphi _{\lambda }:\mathbb {R} \to T} заданий як {\displaystyle t\to (e^{2\pi it},\,e^{2\pi i\lambda t})} для ірраціонального числа {\displaystyle \lambda }, то {\displaystyle \varphi _{\lambda }} є ін'єктивним відображенням і його образ є ізоморфний як група адитивній групі дійсних чисел. Проте із індукованою топологією він не є гомеоморфний множині дійсних чисел із стандартною топологією, оскільки будь-який окіл довільної точки містить як завгодно великі дійсні числа.

Для третьої теореми про ізоморфізм якщо {\displaystyle N}, {\displaystyle K} — нормальні підгрупи в {\displaystyle G}, такі що {\displaystyle K\subseteq N}, тоді існує ізоморфізм груп {\displaystyle (G\!{\big /}\!K)\!{\Big /}\!(N\!{\big /}\!K)} і {\displaystyle G\!{\big /}\!N} і він також завжди є гомеоморфізмом відповідних топологічних просторів, тобто також і ізоморфізмом у категорії топологічних груп.
Для другої теореми про ізоморфізм для {\displaystyle S} — підгрупи в {\displaystyle G} і {\displaystyle N} — нормальної підгрупи в {\displaystyle G} ізоморфізм факторгруп {\displaystyle (SN)/N} і {\displaystyle S/(S\cap N)} може не бути гомеоморфізмом. Наприклад нехай {\displaystyle G=\mathbb {R} ,\!N=\mathbb {Z} } і {\displaystyle S=\lambda \mathbb {Z} ,} де {\displaystyle \lambda } є деяким ірраціональним числом і груповою операцією в усіх групах є звичайне додавання. Тоді {\displaystyle S\cap N=\{0\}} і тому {\displaystyle S/(S\cap N)=S,} тобто є дискретним простором ізоморфним адитивній групі цілих чисел. Натомість {\displaystyle N+S=\mathbb {Z} +\lambda \mathbb {Z} } є щільною підмножиною дійсних чисел, а тому {\displaystyle (S+N)/N=(\mathbb {Z} +\lambda \mathbb {Z} )\!{\big /}\!\mathbb {Z} } є щільною підмножиною кола {\displaystyle S^{1}=\mathbb {R} \!{\big /}\!\mathbb {Z} .} Відповідно {\displaystyle (S+N)/N} не є дискретним простором оскільки кожна його відкрита підмножина містить нескінченну кількість елементів. Відповідно простори {\displaystyle S/(S\cap N)} і {\displaystyle (S+N)/N} не є гомеоморфними.

#### Рівномірні структури
Топологічна група {\displaystyle G} є рівномірним простором якщо прийняти, що підмножина {\displaystyle V\subset G\times G} є оточенням якщо і тільки якщо вона містить множину {\displaystyle \{(x,y):xy^{-1}\in U\}} для деякого околу {\displaystyle U} одиничного елемента групи {\displaystyle G}. Ця рівномірна структура на {\displaystyle G} називається правою рівномірною структурою на {\displaystyle G}, оскільки для кожного елемента {\displaystyle a\in G}, праве множення {\displaystyle x\to xa} є рівномірно неперервним щодо цієї рівномірної структури. 
Також можна ввести ліву рівномірну структуру на {\displaystyle G}, вони можуть бути різними але породжують однакову топологію на {\displaystyle G}.
Існування рівномірної структури на топологічній групі дозволяє ввести і використовувати поняття рівномірної неперервності, послідовності Коші, повноти і поповнення.

#### Гомотопні властивості
Якщо {\displaystyle \ f_{1},f_{2}\colon [0,1]\to G} є петлями в одиничному елементі (тобто {\displaystyle \ f_{1}(0)=f_{2}(0)=f_{1}(1)=f_{2}(1)=1_{G}}) то для фундаментальної групи {\displaystyle \pi _{1}(G,1_{G})} множення визначається множенням у самій групі {\displaystyle G,} тобто {\displaystyle \ [f_{1}][f_{2}]=[f_{1}*f_{2}]=[f_{1}f_{2}],} де {\displaystyle f_{1}f_{2}} є петлею одержаною звичайним множенням у групі, тобто {\displaystyle (f_{1}f_{2})(t)=f_{1}(t)f_{2}(t).} Аналогічно у фундаментальній групі {\displaystyle \ [f_{1}]^{-1}=[f_{1}^{-1}].}
Фундаментальна група топологічної групи є комутативною.
Оскільки будь-яка петля {\displaystyle \ f_{1}\colon [0,1]\to G} у елементі {\displaystyle g\in G} є неперервним образом петлі {\displaystyle \ g^{-1}f_{1}} при відображенні {\displaystyle l_{g}} і дві петлі {\displaystyle \ f_{1},f_{2}\colon [0,1]\to G} у елементі {\displaystyle g} є гомотопними тоді і тільки тоді коли гомотопними є відповідні петлі {\displaystyle \ g^{-1}f_{1}} і {\displaystyle \ g^{-1}f_{2}} то всі фундаментальні групи {\displaystyle \pi _{1}(G,g)} є ізоморфними {\displaystyle \pi _{1}(G,1_{G})} і групу {\displaystyle \pi _{1}(G,1_{G})} як правило просто позначають {\displaystyle \pi _{1}(G).}

## П'ята проблема Гільберта
Визначальну роль в побудові теорії топологічних групі відіграла п'ята проблема Гільберта. Сформульована в 1900 як проблема про локальні групи перетворень, ця проблема була переосмислена в процесі розвитку теорії топологічних груп. 
У сучасних термінах проблему можна сформулювати як: чи є будь-яка топологічна група, що є також топологічним многовидом групою Лі? 
П'ята проблема Гільберта була вирішена у 1952. Важливим елементом стало доведення критерію, що локально компактна група {\displaystyle G} є групою Лі тоді і тільки тоді, коли у {\displaystyle G} існує окіл одиниці, який не містить нетривіальних підгруп. 
Було показано також, що локально компактна група {\displaystyle G} з компактною факторгрупою G/G0 є проективною границею груп Лі.